# Chapelle Saint-Jean de L'Argentière-la-Bessée
La chapelle Saint-Jean est située dans la commune française de L'Argentière-la-Bessée, dans les Hautes-Alpes.

## Histoire
La chapelle est inscrite au titre des monuments historiques depuis le 12 juillet 1886.